# Воєнне мистецтво
Воєнне мисте́цтво (ВМ) — галузь воєнної науки; наука про воєнні, антитерористичні, партизанські, миротворчі дії та збройну боротьбу в цілому; наука про організоване застосування зброї і техніки особовим складом військових формувань в ході воєнних, антитерористичних, партизанських, миротворчих дій та збройної боротьби в цілому.
Воєнне мистецтво (у широкому розумінні стосовно солдатів) — це вміння творчо і майстерно застосовувати зброю і техніку особовим складом у збройній боротьбі; (у широкому розумінні стосовно командирів, командувачів) — це вміння творчо і майстерно керувати військовими формуваннями при веденні боїв, операцій та інших дій.
Об'єктом дослідження (вивчення) воєнного мистецтва є організоване застосування зброї і техніки в ході воєнних, антитерористичних, партизанських та миротворчих дії. Предметом дослідження воєнного мистецтва є операції, бої та інші форми воєнних, антитерористичних партизанських дій та миротворчих дій.

## Воєнні дії
Воєнні дії — це організоване застосування зброї і техніки особовим складом законно створених військових формувань супротивних сторін у збройній боротьбі. Воєнні дії класифікуються:
- За видами — наступ і оборона. 
  - Наступ — це вид воєнних дій, суттю якого є організоване застосування зброї і техніки особовим складом законно створених військових формувань сторони, яка здійснює напад (агресію) у ході збройної боротьби. Протилежним явищем наступу є оборона. Контрнаступ — це різновид наступу (наступ на наступаючого з положення оборони; вид воєнних дій оперативного і стратегічного рівня).
  - Оборона — це вид воєнних дій, суттю якого є організоване застосування зброї і техніки особовим складом законно створених військових формувань сторони, яка здійснює відбиття нападу (агресії) у ході збройної боротьби. Протилежне явище обороні є наступ ;

- За рівнями — стратегічний, оперативний, тактичний в ході ведення воєнних дій стратегічного і оперативного рівнів можуть виникати оперативно-стратегічний та оперативно-тактичний рівні відповідно. Рівень воєнних дій визначається значимістю завдань, які виконуються.
  - Стратегічний рівень воєнних дій — це рівень воєнних дій в ході яких вирішуються стратегічні бойові завдання, а на оперативно-стратегічному рівні вирішується частка стратегічного завдання (оперативно-стратегічного завдання).
  - Оперативний рівень воєнних дій — це рівень воєнних дій в ході яких вирішуються оперативні бойові завдання, а на оперативно-тактичному рівні вирішується частка оперативного завдання (оперативно-тактичного завдання);
  - Тактичний рівень воєнних дій — це рівень воєнних дій в ході яких вирішуються тактичні бойові завдання.

- За типами (воєнні дії на суші, на воді (морі) і в повітрі).
- За формами (бій, бойовище, операція, битва, бойові дії і удар). Форми воєнних дій –– це спосіб збереження (розкриття) змісту воєнних дій за їх видами, рівнями і типами.

Наступальні (оборонні) бої і операції характеризуються змістом наступу (оборони), дій на суші і на усіх рівнях воєнних дій.
Протиповітряні і повітряні бої і операції характеризуються змістом дій у повітрі, на суші і на усіх рівнях воєнних дій.
Морські (річкові, озерні) бої і операції характеризуються змістом дій на воді, суші і у повітрі і на усіх рівнях воєнних дій.
Миротворчі дії — це організоване застосування зброї і техніки особовим складом законно створених військових формувань нейтральної сторони між супротивними сторонами у збройній боротьбі.
Антитерористичні дії — це організоване застосування зброї і техніки особовим складом законно створених і незаконно створених військових формувань супротивних сторін у збройній боротьбі.
Партизанські дії — це організоване застосування зброї і техніки особовим складом незаконно створених добровольчих військових формувань проти ворожої сторіни у збройній боротьбі.

## Складові ВМ
Воєнне мистецтво розділяється на три складові елементи:
- Стратегічне мистецтво,
- Оперативне мистецтво і
- Тактичне мистецтво.

Такий розподіл породжений наявністю специфічних особливостей ведення воєнних, антитерористичних, партизанських, миротворчих дій та збройної боротьби в цілому  різних рівнів, що дозволяє кожному складовому елементові конкретно і цілеспрямовано досліджувати організоване застосування зброї і техніки на тактичному, оперативному і стратегічному рівнях, яке відноситься до його предмету.
Стратегія, оперативне мистецтво і тактика є складовим елементом воєнного мистецтва. За логікою мови, складові елементи воєнного мистецтво мають називатися стратегічне, оперативне і тактичне мистецтво, про що свідчать воєнно-енциклопедичні словники 30-х років ХХ сторіччя. Такий підхід, щодо назв складових воєнного мистецтва виключить вживання в мовах інших наук термінів "тактика" і "стратегія". Наприклад: стратегія чи тактика вирощування великої рогатої худоби.    
Стратегічне мистецтво (у сучасному розумінні стратегія) — це теорія і практика підготовки та ведення операцій стратегічних об’єднань та збройної боротьби в цілому; наука про воєнні, антитерористичні, партизанські, миротворчі дії стратегічного рівня, наука про операції стратегічних об’єднань.
Структурно стратегічне мистецтво містить: стратегічне мистецтво підготовки та ведення операцій стратегічних об’єднань та стратегічне мистецтво підготовки та ведення збройної боротьби.
Оперативне мистецтво  — це теорія і практика підготовки та ведення операцій оперативних об’єднань; наука про воєнні, антитерористичні, партизанські, миротворчі дії оперативного рівня, наука про операції оперативних об’єднань.
Структурно оперативне мистецтво містить: оперативне мистецтво підготовки та ведення операцій оперативних об’єднань видів Збройних сил, а також формувань і закладів Тилу та Озброєння.
Тактичне мистецтво (у сучасному розумінні тактика) — це теорія і практика підготовки та ведення боїв з’єднань, частин і підрозділів родів військ (сил) та спеціальних дій військових формувань і закладів всебічного забезпечення; наука про воєнні, антитерористичні, партизанські, миротворчі дії тактичного рівня; наука про бої та інші дії тактичних військових формувань.
Структурно тактичне мистецтво містить: тактичне мистецтво підготовки та ведення боїв та інших дій тактичних військових формувань. (Гончарук М. Г.)

### Стратегія
Національна воєнна стратегія — це система наукових знань про характер воєнних конфліктів, шляхи їх запобігання військовими засобами, підготовка держави до оборони, будівництво, підготовка та застосування Збройних Сил для захисту суверенітету, політичної незалежності і територіальної цілісності України, а також галузь практичної діяльності вищого політичного та військового керівництва щодо підготовки держави і Збройних Сил до війни та керівництва ними під час ведення воєнних дій з метою відбиття агресії.
В цілому об'єктом дослідження воєнної стратегії є воєнний конфлікт (повномасштабна війна чи збройний конфлікт). Предметом національної воєнної стратегії є головна, специфічна сторона воєнних конфліктів — збройна боротьба, воєнні дії стратегічного масштабу та безпосередньо воєнні аспекти підготовки держави до оборони.

### Оперативне мистецтво
Оперативне мистецтво, як самостійна галузь воєнного мистецтва, охоплює теорію і практику підготовки та ведення загальновійськових (загальнофлотських), самостійних і спільних операцій, а також бойових дій (операцій) об'єднань видів Збройних Сил.
Складовими частинами оперативного мистецтва є:
- загальновійськове оперативне мистецтво;
- оперативне мистецтво військ ППО;
- оперативне мистецтво ВПС;
- оперативне мистецтво ВМС;
- оперативне мистецтво Тилу Збройних Сил України.

Теорія оперативного мистецтва — проводить дослідження закономірностей, зміст і характер сучасних операцій і інших форм оперативного застосування об'єднань; розробка способів підготовки і ведення операцій (бойових дій), способів і методів організацій і підтримання взаємодії, всебічного забезпечення військ (сил), які беруть участь у операції (бойових діях) і управління ними; розробка оперативних вимог до організацій і озброєння об'єднань; вироблення рекомендацій до оперативного обладнання території країни; вивчення поглядів імовірних противників на ведення воєнних дій оперативного масштабу.
Практика оперативного мистецтва охоплює діяльність командування, штабів і військ (сил) щодо підготовки і ведення операцій управління військами (силами) і всебічного забезпечення операцій (бойових дій).

### Тактика
Тактика — найбільш масова галузь воєнного мистецтва. Тактика охоплює теорію і практику підготовки і ведення бою підрозділами, частинами, з'єднаннями різних видів Збройних Сил, родів військ і спеціальних військ.
Теорія тактики досліджує закономірності, характер і зміст бою, розробляє способи його підготовки і ведення.
Практика тактики охоплює діяльність командирів, штабів і військ (сил) по підготовці і веденню бою.